# Deep Red
Deep Red, originaltitel Profondo Rosso, är en italiensk film, en giallothriller från 1975 som är regisserad av Dario Argento.
Filmen handlar om Marcus Daly, en musiklärare i Rom, som på egen hand försöker utreda en serie mord begångna av en mystisk gestalt med yxa. Inledningen på mordorgien utgör mordet på ett känt medium, Helga Ulmann.

## Rollista i urval
- David Hemmings – Marcus Daly
- Daria Nicolodi – Gianna Brezzi
- Gabriele Lavia – Carlo
- Macha Méril – Helga Ulmann
- Eros Pagni	– Calcabrini